# Alumix
Alumix S.p.A. era una società italiana che operava nel settore della produzione di alluminio primario, prodotti estrusi, laminati piani, imballaggi rigidi e flessibili e allumina, unico produttore del settore in Italia.

## Storia
La società nasce il 24 giugno 1988, caposettore della produzione di alluminio nel gruppo EFIM: ad Alumix viene conferito il patrimonio appartenente a Società Mineraria Carbonifera Sarda (Sava, Alluminio Italia ecc.).
Il gruppo Alumix era composto da Alutekna, Almax, Comital, Metalpack, Sardal, Tubettificio Europeo, Alures, Eurallumina per un fatturato di circa 1.000 miliardi e 6.992 dipendenti impiegati negli stabilimenti di Bolzano, Nembro, Feltre, Fossanova, Mori, Fusina, Modena, Porto Marghera, Lecco, Anzio, Abbadia Lariana, Novara, Ferrara, Casavatore, Cagliari, Iglesias, Volpiano, Spinetta Marengo, Marcon, Frosinone, Portovesme. Tuttavia i bilanci della società hanno quasi sempre registrato perdite, che nel 1992 hanno addirittura rappresentato i 2/3 delle perdite complessive di Efim ma che comunque erano continuamente ripianate dallo Stato (400 mld a fine 92 più il pagamento di 1500 miliardi di debiti di Alumix), tanto da suscitare un'indagine della Commissione europea per Aiuti di Stato che poi venne archiviata.
Difatti, tra il 1990 e il 1995 la società subisce un forte ridimensionamento, a causa dell'eccesso di offerta nel settore dell'alluminio e del conseguente crollo del prezzo di tale bene: ciò ha prodotto 2.341 esuberi ed un ridimensionamento della capacità produttiva (ad es. da 234000 tonnellate di alluminio del 90 alle 170000 del 1992, chiusura di Marcon, Casavatore e Abbadia Lariana, riorganizzati gli altri impianti).
Nel 1996 gli stabilimenti Alumix (attività di alluminio primario, estrusi e laminati nei siti di Portovesme, Marghera, Fusina, Bolzano, Feltre, Fossanova e Iglesias, gli uffici di Rho, e Roma in totale 2701 persone) sono ceduti ad Alcoa Italia S.p.A. ad un prezzo di 281 milioni di dollari (442.11 miliardi di lire).
Successivamente a tale operazione, con decreto del Ministero del Tesoro, Alumix S.p.A. è assoggettata alla procedura di liquidazione coatta amministrativa e viene nominato il collegio dei commissari liquidatori, tra i quali figura il dott. Angelo Napolitano.